# مشبك أسنان

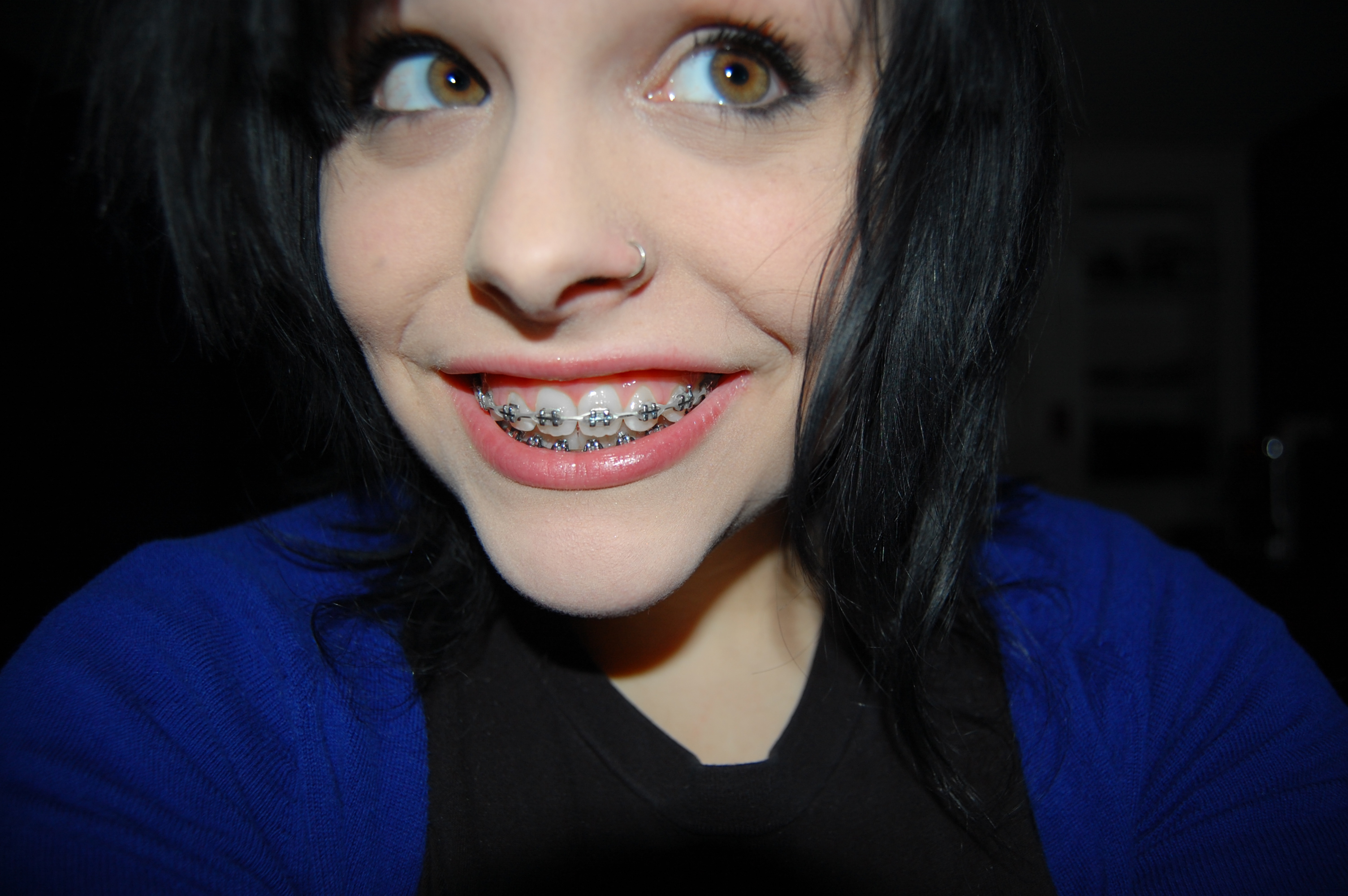
مشبك أسنان.

تتألف مشابك الأسنان أو تقويم الأسنان من أطواق معدنية، توضع حول كل سن وتوصل مع بعضها بأسلاك. ويستخدم مقومو الأسنان المشابك لإصلاح الوضع غير الطبيعي للأسنان والفكين. تقويم الأسنان. يختص بإصلاح ومنع حدوث عدم انتظام في وضع الأسنان، ويحدث عدم الانتظام عادةً عند نمو الأسنان خلال فترة الطفولة المبكرة. وقد ينتج عنها عدم إطباق الأسنان (القضم السيء). وتحدث غالبية حالات عدم الإطباق بسبب كبر حجم الأسنان قياسًا بالمساحة المتوافرة لها في الفك. ونتيجة لذلك تتراكم الأسنان. ويعالج اختصاصيو تقويم الأسنان حالات عدم الإطباق باستخدام المشابك وأجهزة ميكانيكية أخرى تحرك الأسنان إلى مكان أفضل.